# Lipnik (Zalipie)
Lipnik – część wsi Zalipie w Polsce położona w województwie dolnośląskim, w powiecie lubańskim, w gminie Platerówka.
W latach 1975–1998 miejscowość należała administracyjnie do województwa jeleniogórskiego.